# West Lancashire Derby
Il West Lancashire Derby, altrimenti detto M55 Derby, è un derby disputato fra due delle squadre più importanti della contea del Lancashire: il Preston North End e il Blackpool F.C. Questo derby venne disputato in tutte le divisioni gestite dalla Football League ma mai in Premier League. Il Blackpool ha raggiunto nel 2010 la Premier League, mentre il Preston è rimasto nella Football League Championship.
Il primo West Lancashire Derby avvenne il 23 novembre 1901 a Bloomfield Road. Di fronte alla presenza di 6.000 spettatori, il Preston vinse 4-1. Fra le due squadre vi sono stati 95 incontri tra, con 45 vittorie del Preston North End contro le 32 del Blackpool e restanti 18 pareggi.

## Storia
Il West Lancashire Derby è conosciuto anche con il nome di "M55 Derby" in quanto le città di Blackpool e Preston, sono collegate tra loro dalla omonima autostrada. La distanza tra gli stadi delle  due  squadre, il Bloomfield Road e il Deepdale, è di circa 70 km. Nel "Football Fans Census" del 2003, i fan di entrambe le squadre considerano questo derby come il più importante.
L'ex-giocatore del Preston, Tom Finney, che ha giocato per i "Lilywhites"  dal 1946 al 1960, disse: "Abbiamo sempre considerato il Blackpool come nostro principale rivale disputando con loro match sempre emozionanti. Ma non veniva provato alcun tipo di odio, come quello attuale, nei loro confronti". Mentre l'ex giocatore del Blackpool Jimmy Armfield, che ha giocato per i "Seasiders" dal 1954 al 1971, disse: "La rivalità è sentita soprattutto dai supporter. Iniziò, negli anno 50, quando i fan del Blackpool sostenevano che Stanley Matthews fosse più forte di Tom Finney".
Il primo derby della stagione 2008-2009 avvenne a Bloomfield Road, il 15 novembre 2008 che il Preston vinse per 3-1, il presidente del Blackpool, Karl Oyston dichiarò: "Come presidente, mi sono emozionato. Non è stato difficile. Mi sento di consigliare al manager di dar da mangiare ai giocatori carne cruda per tutta la settimana. Ho assolutamente compreso la rivalità, non è da sottovalutare ciò che penso quando vedo giocare la mia squadra."
I fan del Preston definiscono i sostenitori del Blackpool "Asini frustati", in riferimento alla "Passeggiata degli Asini" situata lungo la spiaggia di Blackpool. Allo stesso modo, i sostenitori del Blackpool chiamano i fan del Preston "nobbers", un adattamento della parola "North" presa dal nome del club rivale "Preston North End" , una specie di nomignolo allo scopo di deridere gli avversari e che spesso viene abbreviata con "nob". Gary Peters, che è stato manager del Preston dal 1994 al 1998, prese la rivalità così sul serio che non usò mai la parola Blackpool in pubblico e si riferiva ai suoi rivali dicendo: "quel club con la torre" 